# Азиатска палмова цивета
Азиатската палмова цивета (Paradoxurus hermaphroditus), наричана още индокитайски мусанг или обикновен мусанг, е хищен бозайник с големината на котка от семейство Виверови, разпространен в Югоизточна Азия и Южен Китай.

## Физическа характеристика
Азиатската палмова цивета има издължено и набито телосложение с дължина на тялото около 53 см., а на опашката 48 см. Тежи около 3 кг. Козината ѝ е груба и рунтава, тъмносива на цвят с черно по краката, ушите, муцуната и три реда черни петна по тялото. На лицето има черна маска, подобна на тази при енотите. За разлика от останалите палмови цивети (Paradoxurinae), на опашката няма черни пръстени.

## Начин на живот и хранене
Мусангът е нощно животно и е всеяден. Храни се предимно с плодове като чику, манго и рамбутан. Обича и палмов цветен нектар, от който след ферментация местните жители произвеждат палмово вино, което наричат тоди — сладка ликьорна алкохолна напитка. Затова, освен палмова цивета, се нарича и тоди котка (toddy cat). Живее в гори, паркове и градини в предградията със зрели плодни дървета, смокини и непокътната растителност. Острите нокти му позволяват да се катери както по дърветата, така и по водосточни тръби например.
Латинското наименование на вида hermaphroditus идва от факта, че и двата пола имат миризливи жлези под опашката, които приличат на тестиси. От тези жлези могат да разпръскват секрет с много неприятна миризма.

## Мусангът и хората

### Заплахи
Предполага се, че вирусът на тежкия остър респираторен синдром (SARS) се е разпространил сред хората от диви палмови цивети, уловени и неправилно приготвени за консумация.
В Шри Ланка мусангите се наричат угудува на местния синхалски език. В повечето части на острова угудува са напаст за хората, защото раждат малките си по таваните на къщите и издават силни звуци през нощта, пречейки на хората да спят (вдигат шум предимно с движенията и борбите си).

### Ползи
Кафето Копи Лувак се приготвя от кафеени зърна, които са изядени от животното, частично смлени и събрани от изпражненията му.
От месото на тези цивети се извлича масло, което се използва в традиционната медицина за лечение на краста. Това масло се прави, като месото нарязано на малки парченца се поставя в затворен глинен съд с ленено масло и периодично се излага на слънчева светлина.